# Telatrygon
Telatrygon – rodzaj ryb chrzęstnoszkieletowych z podrodziny Dasyatinae w obrębie rodziny ogończowatych (Dasyatidae).

## Rozmieszczenie geograficzne
Do rodzaju należą gatunki występujące w wodach północnego Oceanu Indyjskiego oraz północno-zachodniego i zachodniego Oceanu Spokojnego.

## Morfologia
Długość ciała do 40 cm.

## Systematyka
Rodzaj zdefiniował w 2016 roku międzynarodowy zespół ichtiologów (Australijczyk Peter R. Last, Brytyjczyk Gavin J.P. Naylor i Filipinka Bernadette Mabel Manjaji-Matsumoto) w artykule poświęconym rewizji taksonomicznej rodziny ogończowatych w oparciu o dane morfologiczne i molekularne opublikowanym w czasopiśmie Zootaxa. Gatunkiem typowym jest (oryginalne oznaczenie) T. zugei.

### Etymologia
Telatrygon: łac. telum ‘strzała, włócznia’; gr. τρυγων trugōn, τρυγονσς trugonos ‘płaszczka’.

### Podział systematyczny
Do rodzaju należą następujące gatunki:
- Telatrygon acutirostra (Nishida & Nakaya, 1988)
- Telatrygon biasa Last, White & Naylor, 2016
- Telatrygon crozieri (Blyth, 1860)
- Telatrygon zugei (Bürger, 1841)